# 石井亮一・筆子記念館
石井亮一・筆子記念館（いしいりょういちふでこきねんかん、Ryoichi & Fudeko Ishii Memorial Hall）は、東京都国立市矢川3丁目の滝乃川学園にある歴史的建造物・展示施設。
知的障害者福祉分野の歴史的遺産として貴重であり、国の登録有形文化財となっている。運営者は社会福祉法人滝乃川学園。

## 概要
石井亮一・筆子記念館は、日本で最初の知的障害児者教育・福祉施設である滝乃川学園が、1928年、東京府北豊島郡西巣鴨町から当地に移転した際に、本館として建設された木造2階建ての建造物である。
教室・講堂・学園長室などを備え、長らく校舎として利用されたが、老朽化により閉鎖され、1994年には解体が決定した。
しかし、当時の国立市議会議員で後に市長に就任する上原公子や、学園職員らがこの決定に反対し、2000年、当時の吉村庄司理事長（第11代）以下経営陣は、本館の保存・修復を決定した。そして、有志らが「本館保存修復事業募金を支える会」を発足させ、それに呼応した学園当局も当館の前身となる福祉文化室を法人本部内に設置し、専任職員を配置した。
2002年には、本館が国の登録有形文化財に登録された。2007年、個人や教団関係、企業などから多額の募金が寄せられ、修復工事が着工された。2009年に竣工。「石井亮一・筆子記念館」と命名され、学園の米川覚常務理事（第9代学園長）が初代館長に発令された。
記念館前の広場には、1937年に秩父宮雍仁親王・勢津子妃が学園を訪問したことを記念する記念碑がある。記念館1階は、建物中央部に玄関があり、玄関ホールには「日本の知的障害児者教育・福祉の父」と称される滝乃川学園創立者・石井亮一の胸像（公益財団法人日本知的障害者福祉協会による寄贈）の他、当代（第14代）の理事長が学園に寄贈した石井亮一、石井筆子（第2代学園長）、渋沢栄一（第3代理事長）の肖像画が掲げられている。1階の旧・教室部分は、石井亮一・筆子の遺品や、学園が保有する史料の展示コーナーになっている。館長、学芸員、ボランティアのいずれかがガイドにあたる。2階は中央部に大講堂があり、学園の行事や講演会、研究会、公開講座等、多目的に利用されている。
なお、2018年12月6日に、明仁天皇・美智子皇后が行幸啓した折りには、当館1階の旧・教室の一室に御休所が設けられた。
国立や立川周辺の史跡探訪イベントの周回スポットにもなっていることも多い。2017年度には年間の来館者数が700人を超え、2018年度には1,000人に達した。

## 特色
- 展示物も史的価値が高いものが多いが、記念館の建物自体、建造当初から知的障害児の安全に配慮した設計がなされており、バリアフリーの先駆けとして注目されている。
- 1934年に記念館（当時は本館）の講堂で日本精神薄弱児愛護協会（現・公益財団法人日本知的障害者福祉協会）の設立総会が挙行された。
- 2006年に公開された映画『筆子・その愛 -天使のピアノ-』（現代ぷろだくしょん、山田火砂子監督）のロケ地になった。創立者・石井亮一の妻で、第2代学園長の石井筆子を演じた常盤貴子が2005年に訪れている。
- 2006年12月20日にNHK番組「その時歴史が動いた」にて、「母の灯火（ともしび）小さき者を照らして－石井筆子・知的障害児教育の道－」が放映されたが、司会の松平定知アナウンサーと福祉学者の一番ヶ瀬康子が対談したのは記念館（当時は本館）の講堂であった。
- 2018年12月6日に、滝乃川学園に行幸啓した明仁天皇・美智子皇后は、当館も視察し、1階の旧・教室に御休所が設けられた。御休所には、皇后も愛した第2代学園長の石井筆子愛用の「天使のピアノ」が搬入され、皇后はそのピアノで二曲を奏でた。なお、当日2人は当館2階の講堂にて、学園の幹部らと昼食を摂っている。

## 利用案内
- 見学
  - 見学（無料）は可能であるが、事前に記念館事務局に連絡が必要。
- 利用
  - 福祉に関連し、非営利活動であることを条件に、会議や研究会等で利用することが可能（有料）。事前に記念館事務局に申し込みが必要。
- 交通アクセス
  - 東日本旅客鉄道（JR東日本）南武線矢川駅南口から徒歩10分。

## 歴代館長
| 代                     | 氏名         | 就任日       | 退任日       |
| 福祉文化室長           | 福祉文化室長 | 福祉文化室長 | 福祉文化室長 |
| ---------------------- | ------------ | ------------ | ------------ |
| 1                      | 河尾豊司     | 2003年       | 2008年       |
| 石井亮一・筆子記念館長 |              |              |              |
| 1                      | 米川覚       | 2009年       | 在任中       |